# Битка за Глину (1942)
Под командом оперативног штаба групе бригада, четири бригаде НОВЈ извеле су 22/23. октобра 1942. напад на гарнизон НДХ у Глини. На сам град нападало је пет батаљона Прве личке и Седме банијске бригаде, док су остале јединице ангажоване на обезбеђењу од интервенције из околних гарнизона. Пошто батаљони у нападу нису успели да овладају кључним тачкама одбране, у зору 23. октобра напад је обустављен.
Након напада, у штабовима и јединицама анализирани су узроци неуспеха. Након Глине, ове бригаде учествовале су у Бихаћкој операцији, постигавши запажене успехе.

## Претходне околности
Током лета и јесени војне јединице Прве оперативне зоне Хрватске, која је обухватала Лику, Кордун и Банију, биле су у великом успону у погледу борбене вредности и броја војника. Од најбољих батаљона ове зоне током јула, августа и септембра 1942. формирано је седам бригада. Ове бригаде представљале су снагу способну за извођење сложених операција. Главни штаб НОВ и ПО Хрватске одлучио је да групом бригада изведе операцију против гарнизона НДХ на Банији. При томе, штаб је рачунао на фактор изненађења, као и на претпостављену слабу борбеност домобрана у тим гарнизонима. Одлучено је да се изведе напад на гарнизон Глина. У том циљу, на Банију су упућене четири бригада (Прва личка, Пета кордунашка, Седма и Осма банијска бригада).

## Ток борбе
Спољашња линија одбране Глине састојала се од ископаних ровова око града, у којима је током ноћи била размештена посада. Према плану, три батаљона Прве личке наступала су са источне стране, преко села Погледића, и затим преко железничке станице према центру Глине. Два батаљона Седме банијске наступала су са северне стране, преко села Јукинца и моста на улазу у Глину. Напад је према плану требало да почне у 24:00, али је због провале облака и проблема у приступном маршу, на сектору Прве личке дошло до закашњења од око сат и по.
Напад се одвијао успешно преко спољашње линије одбране. Међутим, приликом продора у сам град, напад је изгубио на замаху. Батаљони прве личке нису се снашли и изгубили су много времена. У извештају Оперативног штаба након битке, за Други батаљон Прве личке речено је да је „био скоро потпуно пасиван”, те да је „ушао у улицу гдје већином непријатеља није ни било и борбе скоро није ни имао”. Први батаљон је, према извештају, „имао одмах у почетку знатне губитке”, а да притом није овладао батеријом топова који су били на његовом правцу напада, и који су представљали значајну снагу одбране. Батаљони Седме банијске успели су да се пробију до центра Глине и до зграде суда. Међутим, у центру се у утврђеним зградама концентрисало целокупно људство гарнизона, па интензитет отпора није нарушен. Услед недовољне сарадње и обједињености у нападу, команда гарнизона имала је слободу да маневрише резервама, и да их упућује на угрожене тачке.
Пошто до свитања партизански батаљони нису успели у значајној мери да ослабе отпор гарнизона, Оперативни штаб оценио је да је даљи напад без изгледа, а да би задржавањем у домету непријатељске ватре довело до непотребних губитака, па је стога одлучио да обустави напад.
Током ноћи 22/23. октобра није дошло до значајних покушаја интервенције према Глини из околних гарнизона. До мање борбе дошло је само на сектору Осме банијске бригаде, коју је ова лако решила. У току преподнева 23. октобра једна ојачана бојна наступила је из Петриње према Глини. Међутим, тада је напад већ био обустављен, тако да је она без борбе ушла у Глину у току дана.
У Глини је заробљено девет домобрана, један усташа и два жандарма. Од заробљених, један домобран, усташа и жандарми осуђени су на смрт, док је преосталих 8 домобрана добровољно ступило у партизанске редове.

## Узроци неуспеха
Као основне разлоге неуспеха Оперативни штаб наводи неповезаност, недостатак садејства јединица, неорганизованост, недовољно залагање и несналажење у нападу, нарочито личких батаљона, које је последица лошег руковођења. Према анализи, неуспех је последица тога „што штабови батаљона у првом реду, а и штабови бригада нису том операцијом добро руководили”. Јово Поповић у монографији Прве личке бригаде наводи још неколико узрока:
- изостанак изненађења. Испоставило се да су штабовима НДХ и команди глинске посаде дошли до обавештајних података о покретима и намерама партизанских бригада.
- замор бораца након марша
- слаб обавештајни рад, услед којег се није располагало довољно добрим подацима о снази о организацији одбране
- тешки услови приступа циљевима напада (било је неопходно прегазити речицу Мају, која је била веома надошла услед обилних киша)
- недостатак водича и непознавање места од стране личких батаљона
- потцењивање непријатеља. Усташе у Глини биле су фанатичне и свесне одговорности за злочине. Према извештају жупана Јосипа Тројера (Josip Troyer) министру унутрашњих послова НДХ, глинске усташе су „примјењивали мало превише драстичне мјере”, па је „око 400 жена и људи котара војнићког било побито”[10][7].

Главни штаб Хрватске закључио је да се ипак није радило о потпуном неуспеху, јер су непријатељу нанети губици, а нападом је унето узнемирење у непријатељске редове и демонстрирана снага.
У следећој операцији, нападу на Бихаћ и околне гарнизоне, ове бригаде биле су знатно успешније.